# Nico Schlotterbeck
Nico Cedric Schlotterbeck (* 1. Dezember 1999 in Waiblingen) ist ein deutscher Fußballspieler. Der Innenverteidiger steht bei Borussia Dortmund unter Vertrag und ist A-Nationalspieler.

## Karriere

### Verein

#### Jugend in Baden-Württemberg
Schlotterbeck begann seine Vereinslaufbahn gemeinsam mit seinem älteren Bruder Keven im heimischen Rems-Murr-Kreis beim SC Weinstadt. Sowohl der Vater wie auch Onkel Niels Schlotterbeck spielten selbst Fußball, wobei Ersterer aber bereits mit 19 Jahren krankheitsbedingt seine Laufbahn beenden musste. Im Rahmen von Sichtungstrainings wurden die im Weinstädter Ortsteil Beutelsbach aufwachsenden Brüder Nico und Keven ebenso im Nachwuchsbereich der Stuttgarter Kickers aufgenommen wie der ebenfalls 1999 geborene Antonios Papadopoulos, mit dem sie privat befreundet waren. Bis zur C-Jugend spielten Papadopoulos und Schlotterbeck gemeinsam in Stuttgart und trafen im Rahmen von Juniorenturnieren auch auf Teams wie Ajax Amsterdam oder Juventus Turin. Nach einem Jahr beim VfR Aalen, das Onkel Niels Schlotterbeck als „Rückschritt“ bezeichnete, ging es für den Jungen im Jahr 2015 wieder aufwärts, als er in die U17 des Karlsruher SC aufgenommen wurde. Hier war Schlotterbeck von Trainer Lukas Kwasniok als Innenverteidiger aufgeboten worden und bildete den Abwehrverbund beispielsweise mit Tim Kircher, der später beim KSC zum Profi reifen sollte. Mit der Mannschaft landete er im oberen Tabellendrittel, schoss zwei Tore und musste aufgrund seiner robusten Spielweise nach seiner ersten Gelbsperre beinahe noch eine zweite absitzen. Bereits mit 16 erfolgte die Berufung in die vereinsinterne A-Jugend, in der Schlotterbeck wie zuvor in der U17 Stammspieler war. In seiner ersten Saison in der A-Junioren-Bundesliga, welche gleichzeitig seine letzte in Karlsruhe darstellte, wich der Spieler ab und an ins Mittelfeld aus, war aber ansonsten fester Bestandteil der Innenverteidigung. Er konnte trotz seiner Aufgaben als Verteidiger sieben Tore erzielen, davon drei mit dem Kopf, und ein weiteres vorbereiten.
Noch im April 2017 wurde Schlotterbeck nach seinen Leistungen von Trainer Meikel Schönweitz für die U18-Nationalmannschaft und somit erstmals für ein DFB-Juniorenteam nominiert. Nach dem Ende der Ligasaison wechselte er zum SC Freiburg. Während Keven bereits für dessen U23 aktiv war, spielte Schlotterbeck noch ein letztes Jahr in der U19. Auch bei den Breisgauern schaltete sich der regelmäßig berücksichtigte Abwehrspieler häufig ins Offensivspiel ein und erzielte erneut sieben Saisontore, diesmal sogar fünf per Kopf. Vor dem Sprung in den Herrenbereich gelang ihm mit Teamkameraden wie Yannik Keitel, Sascha Risch, Enzo Leopold und Claudio Kammerknecht nach einem 2:1 gegen den 1. FC Kaiserslautern der Gewinn des DFB-Juniorenvereinspokals.

#### Erste Profierfahrungen
Gemeinsam mit seinem Bruder Keven stieß Schlotterbeck im Sommer 2018 zur von Christian Streich trainierten Bundesligamannschaft, mit der sie die Vorbereitung absolvierten und auch im Anschluss regelmäßig trainierten. Nach Schlotterbecks Debüt am 25. Spieltag standen die beiden Innenverteidiger am 29. Spieltag bei der 1:2-Auswärtsniederlage in Bremen zusammen mit Dominique Heintz die gesamte Spielzeit über auf dem Feld. Auch in der Regionalliga Südwest spielten die Brüder häufiger zusammen, und auch hier gelangen Nico zwei Tore. Während Keven die Spielzeit 2019/20 leihweise beim Aufsteiger Union Berlin verbrachte, versuchte Streich, Nico weiter in den Spielbetrieb der ersten Mannschaft zu integrieren. An den ersten drei Spieltagen folgten jeweils Einsätze über 90 Minuten, beim 3:0 gegen Mainz 05 war er gemeinsam mit Luca Waldschmidt und nach Keeper Alexander Schwolow sowie Lucas Höler laut dem kicker der Freiburger Spieler mit dem zweitbesten Notenschnitt (2,5). Nach einem 1:2 gegen den 1. FC Köln am 3. Spieltag, bei dem Schlotterbeck zu den schlechtesten Akteuren gehörte, rückte stattdessen wieder Heintz in die Dreierkette, welche dieser fortan über einen längeren Zeitraum gemeinsam mit Robin Koch und Philipp Lienhart bildete. Schlotterbeck kam in der Folge nur noch zu einer weiteren Nominierung von Beginn an sowie weiteren Kurzeinsätzen und einem Spiel in der Regionalliga. Andererseits erfolgte seitens Stefan Kuntz die Berufung ins U21-Nationalteam.

#### Leihe zu Union Berlin
Nachdem Keven wieder nach Freiburg zurückgekehrt war und Union Berlin drei weitere Innenverteidiger abgegeben hatte, einigte man sich mit dem Klub auf eine Ausleihe Nico Schlotterbecks für die Saison 2020/21. Er lebte in Köpenick im direkten Vereinsumfeld und lief in den ersten vier Saisonspielen dreimal (zweimal in der Liga, einmal im DFB-Pokal) über die volle Spielzeit auf, ehe ihn eine Oberschenkelverletzung bis zum Rückrundenbeginn außer Gefecht setzte. Nach seiner Rückkehr entwickelte sich Schlotterbeck zur Stammkraft in der Innenverteidigung und verdrängte Florian Hübner auf die Bank. Am 22. Spieltag triumphierte Nico mit Berlin nach einem 1:0 über seinen Hauptklub SC Freiburg und Bruder Keven, nachdem er das Hinrundenspiel noch verletzungsbedingt verpasst hatte. Im Anschluss ans Saisonende waren die Eisernen die Mannschaft mit den viertwenigsten Gegentoren (sogar einem weniger als der Meister FC Bayern München) und erwarben sich als Tabellensiebter durch den gleichzeitigen Pokalsieg des Vizemeisters Borussia Dortmund das Recht zur Teilnahme an der Qualifikation zur neu eingeführten UEFA Europa Conference League. Vor dem Bielefelder Amos Pieper und hinter Niklas Stark von Hertha BSC wurde der Innenverteidiger nach Saisonende erstmals in die Rangliste des deutschen Fußballs gewählt, wo er in der nationalen Klasse Rang 18 belegte.

#### Endgültiger Durchbruch in Freiburg
Da keine Verlängerung des Leihgeschäfts vorgesehen war und Schlotterbeck somit zur Saison 2021/22 nach Freiburg zurückkehrte, konnte er, der während seiner Zeit in der Hauptstadt auch an Muskelmasse zugenommen hatte, keine internationalen Erfahrungen sammeln. Stattdessen gelangte er aber als Stammspieler mit der U21-Nationalmannschaft ungeschlagen bis ins Endspiel der Europameisterschaft 2021, bei der man Portugal schlug und den Titel holte. Resultierend aus diesem Erfolg wurde der U21-Europameister im Sommer von Bundestrainer Hansi Flick erstmals für das A-Nationalteam nominiert und folgte somit auf Freiburger Vorgänger wie Nils Petersen oder Robin Koch. Auch im Verein war der Spieler weiterhin erfolgreich. Hinsichtlich seiner Leistungen für Union Berlin setzte Trainer Streich bis zur Winterpause in allen 19 Saisonspielen auf den mittlerweile 21-Jährigen, der lediglich dreimal ausgewechselt wurde und ansonsten alle Einsatzminuten absolvierte. Somit konnte er sich unter anderem gegen seinen Bruder durchsetzen. Die ersten zehn Bundesligapartien endeten für den SC Freiburg und seinen Spieler ohne Niederlage, was im deutschen Profifußball nur der 1. FC Nürnberg, der zwölfmal in Folge nicht verlor, noch toppen konnte. In der Hinrundentabelle landete das Team auf Platz 3 und hatte gemeinsam mit dem Tabellenführer Bayern München die wenigsten Gegentore (16) hinnehmen müssen. Schlotterbeck köpfte gegen Borussia Mönchengladbach und die TSG 1899 Hoffenheim seine beiden ersten Bundesligatore, darüber hinaus gewann er 67,1 % seiner Zweikämpfe, in der Luft betrug seine Quote sogar 71,9 %. Als Lohn für seine Leistungen stufte der kicker Schlotterbeck im Winter 2021/22 als besten Innenverteidiger der Liga ein, gemeinsam mit Bayerns Niklas Süle war er der Einzige, dem die internationale Klasse zugesprochen wurde. Der Verteidiger, welcher als erster Akteur Freiburgs überhaupt auf dem 1. Platz landete, überzeugte „auf ganzer Linie“ und konnte auch gegen die Stürmer der „Topteams“, beispielsweise Dortmunds Erling Haaland, bestehen. Besonders das Aufeinandertreffen mit Haaland, der kein Tor schießen konnte, bezeichnete Schlotterbeck später als eine Art Schlüsselerlebnis: „[...] in diesem Spiel habe ich gemerkt: Ich kann ein richtig guter Innenverteidiger werden und bin es zurzeit vielleicht schon.“ Das Magazin attestierte dem „modernen Innenverteidiger“ eine „giftige Zweikampfführung, eine ausgeprägte Ballsicherheit, ein gutes Aufbauspiel“ und „dynamische, die Offensive belebende Vorstöße“.
Dieser äußerte sich im Dezember 2021 gegenüber dem kicker bezüglich seiner Zukunft wie folgt: „Ich bin kein Typ, der unbedingt in England oder Spanien spielen will. Ich wollte immer in der Bundesliga spielen, und das am liebsten beim besten Verein. [...] Wenn ich so weitermache und verletzungsfrei bleibe, kann ich ein richtig guter Innenverteidiger werden. [...] Wenn ich meine Leistung bringe, klopfen noch größere Vereine an. Wenn ich am Ende meiner Karriere 300 Ligaspiele und 50 Champions-League-Spiele habe, bin ich zufrieden.“ Nachdem ihn Sport1 nach der Aussage „Es gibt wohl kaum einen Spieler, den der FC Bayern nicht reizt. Aber ich bin jetzt erstmal beim SC Freiburg und konzentriere mich bis zum Ende auf die Saison, dann schaue ich, was die Zukunft bringt.“ mit den Münchnern in Verbindung brachte, gab der Spieler einige Tage später gegenüber der Sportschau an, auch über die Saison 2021/22 hinaus – nach der sein Vertrag auslaufen würde – weiterhin in Freiburg spielen zu wollen.
In der Rückserie verpasste Schlotterbeck in Folge einer COVID-19-Infektion zwei Ligaspiele, stand aber abgesehen davon sowohl in der Bundesliga wie auch im Pokal stets in der Startelf. Christian Streich ließ häufig mit einer Viererkette spielen, in der neben Schlotterbeck meistens Philipp Lienhart auflief. Die beiden Verteidiger gelangten mit ihrem Teamkameraden bis ins Endspiel des DFB-Pokals gegen RB Leipzig, was dem SC Freiburg zuvor noch nie gelungen war. In diesem war Schlotterbeck mit einer 1,0 laut dem kicker bis zum verloren gegangenen Elfmeterschießen der notenbeste Spieler auf dem Feld. Einen Gesamtschnitt von 2,74 erreichte er hingegen im Zeitraum zwischen Januar und Mai 2022 und war somit noch vor Christopher Nkunku (RB Leipzig) der am besten benotete Feldspieler der gesamten Liga. Der „Abwehrstratege“ bewies laut dem Sportmagazin erneut ein Gespür für faire Grätschen, Übersicht bei der Spieleröffnung und einen dynamischen Antritt. Mit Freiburg musste Schlotterbeck in der Bundesliga die fünftwenigsten Gegentreffer hinnehmen und qualifizierte sich mit der Mannschaft als Tabellensechster für die Teilnahme an der Gruppenphase der Europa League, in der die Breisgauer zuletzt 2013 gespielt hatten. Am Erreichen dieser Platzierung hatte auch der Verteidiger seinen Anteil; abgesehen von seinen Defensivleistungen schoss er ab dem 23. Spieltag gegen Augsburg und VfL Wolfsburg je ein spielentscheidendes Tor und sicherte seinem Team so sechs wichtige Zähler.

#### Borussia Dortmund

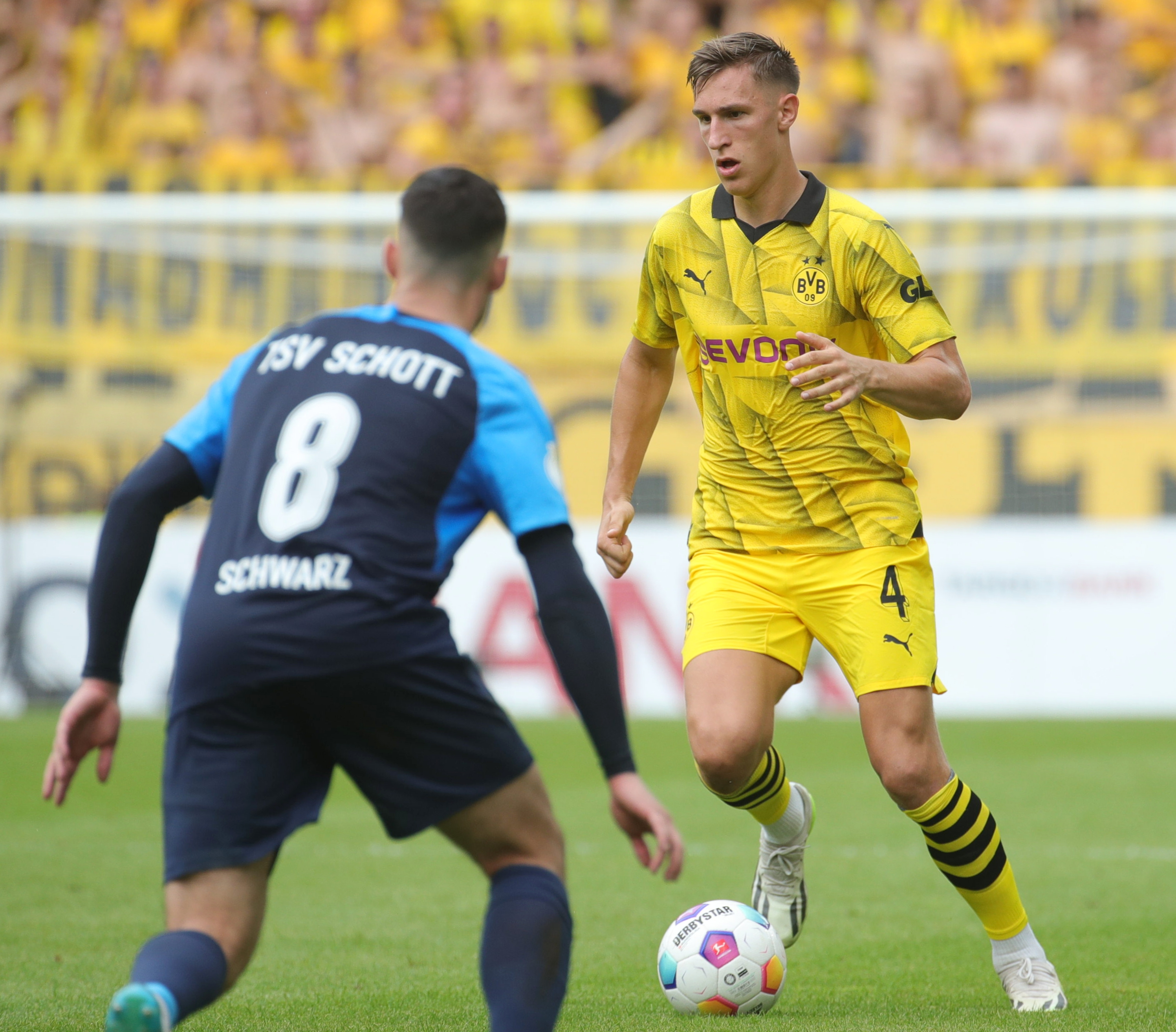
Im Trikot von Borussia Dortmund (2023)

Zur Saison 2022/23 wechselte Schlotterbeck ebenso wie ein zweiter Innenverteidiger, Niklas Süle, zu Borussia Dortmund, wo er einen bis zum 30. Juni 2027 gültigen Vertrag unterzeichnete und auf seinen Freund aus Kindheitstagen, Antonios Papadopoulos, traf. Bis zur Winterpause absolvierte er alle 23 Pflichtspiele, davon 21 von Beginn an; und das beispielsweise trotz einer gleich am 1. Spieltag ausgekugelten Schulter. Am 9. Spieltag traf Anthony Modeste in der 5. Minute der Nachspielzeit zum 2:2-Endstand gegen den FC Bayern München, als er eine „herausragende“ Flanke Schlotterbecks verwertete. Im letzten Spiel vor der Saisonunterbrechung gelang dem Verteidiger hingegen sein erstes Pflichtspieltor für seinen neuen Verein. Das Fachmagazin kicker benotete Schlotterbeck dreimal mit der Note 5, als er mit seiner Mannschaft gegen RB Leipzig, den 1. FC Köln und Borussia Mönchengladbach verlor. Gegen die Borussia ließ sich der Defensivspieler etwa als letzter Mann auf Höhe der Mittellinie von Stürmer Marcus Thuram ausspielen, verlor das anschließende Sprintduell und konnte so letztendlich das 1:3 nicht verhindern. Während der „Topspieler“ der Vorsaison diesmal selbst teamintern mit einem Gesamtschnitt von 3,53 nur Rang 8 belegte, war Schlotterbeck trotz allem laut dem kicker der Bundesligaspieler mit der elftbesten Zweikampfquote; 65,9 % hatte er für sich entscheiden können und war so beispielsweise besser als Philipp Lienhart vom SC Freiburg, dem Verein mit den zweitwenigsten Gegentreffern. Bereits nach wenigen Spielen für den BVB hatten einschlägige Medien dem Verteidiger bescheinigt, eine „Stütze der Mannschaft“ und der „vielleicht wichtigste Baustein“ zu sein sowie „starke Auftritte abgeliefert“ zu haben.
Nach dem Ende der Winterpause schrieb die Deutsche Welle im Anschluss an das letzte Hinrundenspiel gegen den FC Augsburg, das mit 4:3 endete und bei dem Schlotterbeck direkt an zwei Toren beteiligt gewesen war: „Schlotterbeck spielt einerseits mit viel Selbstbewusstsein, bewundernswerter Leidenschaft und großem Kampf, andererseits aber auch mit viel Risiko und macht dabei (immer wieder) entscheidende Fehler. Seine Diagonalpässe sind gewagt, finden sie aber den Weg zu den Außenstürmern, können sie ein probates Mittel für mehr Torgefahr sein. Der Grat, auf dem Schlotterbeck wandert, ist äußerst schmal.“ So war der Spieler jeweils zweimal entscheidend daran beteiligt, dass der Gegner ausgleichen und im Gegenzug seine Mannschaft wieder in Führung gehen konnte. Ewald Lienen, der beinahe 30 Jahre lang Trainer gewesen war, stellte hingegen schon im September 2022 fest: „Ich halte Nico Schlotterbeck für einen der talentiertesten Innenverteidiger Deutschlands und er hat in den letzten Jahren eine super Entwicklung genommen. Aber seit er in Dortmund und in der Nationalmannschaft ist, also quasi im Fokus, fängt er an, eine Rolle zu spielen. Das ist unglücklich. Er macht den Mund auf, er animiert das Publikum und in Tateinheit mit dieser nicht-authentischen Rolle, die er spielt, macht er einen Fehler nach dem anderen. Das zieht sich wie ein roter Faden durch.“ Schlotterbeck selbst zeigte sich aber angesichts seiner Leistungen auch selbstkritisch: „Ich war in der Bundesliga auch zu inkonstant. Mein Spiel hat einfach sehr viele Risiken. Ich habe versucht, diese in den letzten Jahren zu minimieren, aber natürlich habe ich zwei, drei Patzer zu viel gemacht.“
Auch in der Rückrunde, in der Dortmund nur einmal verlor, blieb Schlotterbeck Stammkraft in der Innenverteidigung. In seinem zweiten Revierderby, das mit 2:2 endete, konnte er selbst einmal treffen, nach nur einer Minute auf dem Feld bereitete er hingegen in der Nachspielzeit Julian Brandts 3:0-Endstand in Augsburg vor. Zuvor hatte Schlotterbeck allerdings fünf Ligaspiele in Folge eines Muskelfaserrisses verpasst und saß auch nach Verlust seines Stammplatzes am finalen Spieltag nur auf der Bank; stattdessen spielten Süle und Mats Hummels in der Innenverteidigung. Mit zwei Zählern Vorsprung auf Bayern München war der BVB in seine letzte Partie gegangen, spielte letztendlich unentschieden gegen Mainz 05 und wurde aufgrund des schlechteren Torverhältnisses erneut Vizemeister hinter den Bayern. Zuvor war der Verteidiger mit seinem Team im Achtelfinale der Champions League gegen Chelsea ausgeschieden und im Pokal im Viertelfinale am späteren Sieger RB Leipzig gescheitert. Für das Pokalspiel stand Schlotterbeck aufgrund seines Muskelfaserrisses nicht zur Verfügung. Nachdem er im Winter nicht für die Rangliste des deutschen Fußballs des kicker nominiert worden war, wurde ihm dies im Frühjahr zuteil. Allerdings rangierte er hier nur auf Rang 18 und somit weit hinter Süle und Hummels.
In der Spielzeit 2023/24 stand Schlotterbeck mit Ausnahme vom 1. sowie vom 32. Spieltag stets in der Startelf und war somit in der Bundesliga der am häufigsten berücksichtigte Innenverteidiger Dortmunds. Neben seinen Defensivleistungen – mit einer Zweikampfquote von 66,2 % lag er hinter dem Besten in dieser Kategorie, Jeff Chabot vom 1. FC Köln, sowie knapp vor Sepp van den Berg von Mainz 05 – gelangen ihm noch zwei eigene Tore sowie drei Vorlagen, beim 2:1 gegen Borussia Mönchengladbach bereitete Schlotterbeck beide Tore von Marcel Sabitzer vor. Den besten Notenschnitt nach Bewertungen durch den kicker hatte der Verteidiger in der Champions League, in der er mit dem BVB im Endspiel am Rekordsieger Real Madrid scheiterte. Auf dem Weg dorthin erhielt Schlotterbeck besonders in den beiden Halbfinalspielen gegen Paris Saint-Germain (jeweils 1:0) Bestnoten. Im Hinspiel bereitete er Niclas Füllkrugs Tor vor und wurde letzten Endes zum besten Spieler der Partie gewählt.
Schlotterbeck startete als linker Außenverteidiger in die Saison 2024/25 und rückte dann im September 2024 wieder in die Innenverteidigung. Er absolvierte bis auf zwei, in denen er jeweils vom Platz gestellt wurde, alle restlichen Partien in drei Wettbewerben über die volle Spielzeit und entwickelte sich so nach dem Abgang von Mats Hummels zum „Abwehrchef“. Bei den Remis gegen Bayern München und Borussia Mönchengladbach (jeweils 1:1) bereitete der Verteidiger die einzigen Tore des BVB vor, gegen Mainz 05 und Celtic Glasgow gelangen ihm sogar zwei Assists. Anfang April 2025, als er mit Dortmund auf Rang 8 rangierte und im Viertelfinale der Champions League stand, war für Schlotterbeck die Saison vorzeitig beendet, als er sich im Training einen Meniskusriss im linken Knie zuzog.

### Nationalmannschaft

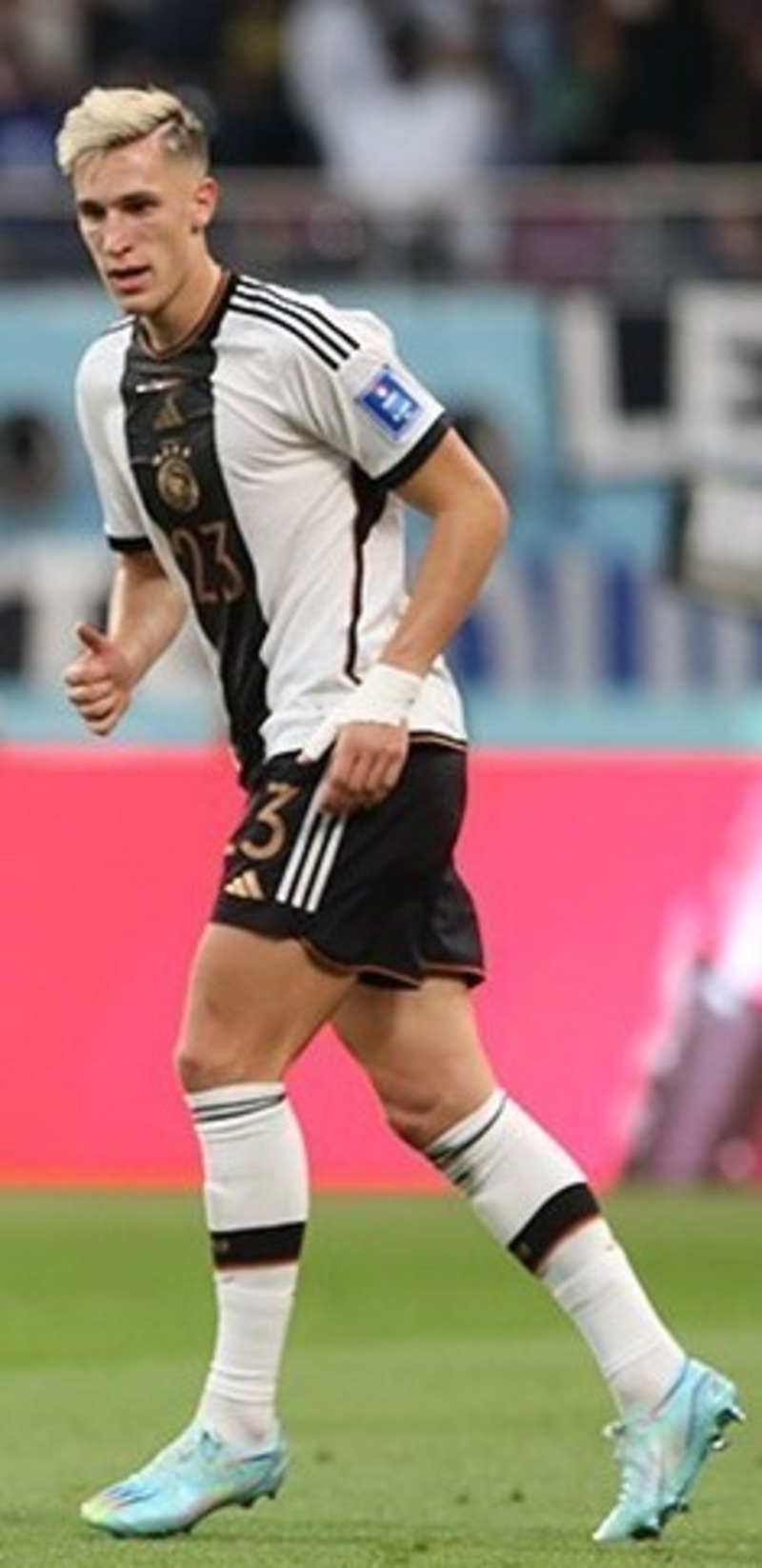
Schlotterbeck für Deutschland bei der WM 2022

Außerdem kam Schlotterbeck zu einem Einsatz in der U18-Nationalmannschaft, zu zwei Einsätzen in der U19-Nationalmannschaft und zu drei Einsätzen in der U20-Nationalmannschaft. Nachdem er schon am 5. September 2019 beim 2:0-Sieg gegen Griechenland für die U21-Nationalmannschaft debütiert hatte, berief ihn Stefan Kuntz in den Kader für die Endrunde der Europameisterschaft 2021. Er kam in allen Spielen jeweils über 90 Minuten zum Einsatz. Das Finale der Endrunde gewann Deutschland mit 1:0 gegen Portugal und wurde so Europameister.
Ende August 2021 wurde Schlotterbeck vom neuen Bundestrainer Hansi Flick für die im September stattfindenden Qualifikationsspiele zur Weltmeisterschaft 2022 in den Kader der A-Nationalmannschaft berufen, aber nicht eingesetzt. Am 26. März 2022 schließlich spielte er im Testspiel gegen Israel in der Startelf stehend von Beginn an. Es folgten vier weitere Einsätze über die volle Spielzeit, alle Spiele endeten unentschieden. In der UEFA Nations League leistete Schlotterbeck gegen Ungarn die Vorlage zu Jonas Hofmanns Ausgleichstreffer.
Mitte November 2022 berief Flick den Innenverteidiger gemeinsam mit seinen Teamkollegen Niklas Süle, Youssoufa Moukoko, Karim Adeyemi und Julian Brandt in den Kader für die WM im Katar. Ein weiterer Dortmunder Verteidiger, Mats Hummels, wurde hingegen nicht berücksichtigt. Schlotterbeck stand im ersten Gruppenspiel, das mit 1:2 gegen Japan verloren ging, über die volle Spielzeit auf dem Feld. Er erhielt neben drei weiteren deutschen Spielern vom kicker die Note 5, nachdem er unter anderem das zweite Gegentor mitverschuldet hatte. Beim Spanienspiel (Endstand 1:1) wurde der Verteidiger in der 87. Minute eingewechselt, den 4:2-Sieg gegen Costa Rica musste er hingegen von der Bank aus mitverfolgen. Durch das schlechtere Torverhältnis gegenüber den punktgleichen Spaniern schieden die Deutschen wie schon viereinhalb Jahre zuvor nach der Gruppenphase aus.
Im Mai 2024 wurde er von Bundestrainer Julian Nagelsmann in den Kader für die Europameisterschaft im eigenen Land berufen. Zu seinem ersten Turniereinsatz kam er beim letzten Gruppenspiel, dem 1:1-Unentschieden gegen die Schweiz, als er für Jonathan Tah eingewechselt wurde.

## Titel und Auszeichnungen
SC Freiburg
- Deutscher A-Junioren-Pokalsieger: 2018

Nationalmannschaft
- U21-Europameister: 2021

Ehrungen
- Wahl in die VDV-11: 2021/22, 2024/25
- Spieler des Monats der Fußball-Bundesliga: März 2025

## Sonstiges
Sein Onkel Niels war ebenfalls als Fußballprofi aktiv und spielte unter anderem für die Stuttgarter Kickers, den SC Freiburg und Hannover 96 in der 1. und 2. Bundesliga. Sein älterer Bruder Keven (* 1997) und sein Cousin Marvin Zimmermann (* 1999) sind ebenfalls Fußballspieler. Von 2016 bis 2018 besuchte Schlotterbeck die Max-Weber-Schule in Freiburg.